# Forever Love (canción de X Japan)
«Forever Love» es una canción de la banda de rock japonesa X Japan escrita por Yoshiki y publicada el 8 de junio de 1996. Fue incluida en el álbum Dahlia el mismo año.
Es reconocida junto con «Endless Rain» o «Kurenai» como una de las canciones que llevaron a X Japan a destacar en Japón y a nivel internacional. Artistas y bandas como Eric Martin, Inzargi y Ryujin han realizado versiones de la canción.

## Lista de canciones del sencillo
Todas las canciones escritas y compuestas por Yoshiki. 
| Versión original/Versión de 1998 |                                   |          |  |
| N.º                              | Título                            | Duración |  |
| 1.                               | «Forever Love»                    | 8:41     |  |
| 2.                               | «Forever Love (Original Karaoke)» | 8:38     |  |

| Versión de 1997 |                           |          |  |
| N.º             | Título                    | Duración |  |
| 1.              | «Forever Love (Last Mix)» | 8:31     |  |
| 2.              | «Longing (Bootleg)»       | 7:56     |  |

| Versión de 2001 |                                   |          |  |
| N.º             | Título                            | Duración |  |
| 1.              | «Forever Love»                    | 8:41     |  |
| 2.              | «Forever Love (Live)»             | 8:06     |  |
| 3.              | «Forever Love (Acoustic Version)» | 7:55     |  |
| 4.              | «Forever Love (Last Mix)»         | 8:31     |  |

## Créditos
- Toshi - voz
- Taiji - bajo
- Pata - guitarra
- Hide - guitarra
- Yoshiki - batería, teclados